# Neferkauhor Khu Hepu
Neferkauhor (fl. XXII secolo a.C.) è stato un faraone appartenente alla VIII dinastia egizia.

## Biografia
L'unica delle liste reali che riporta i nomi dei sovrani che formano VIII dinastia è quella di Abido, in cui Neferkauhor occupa il posto 55.
Il Canone Reale è danneggiato e del tutto illeggibile proprio nella parte che dovrebbe contenere i sovrani di questa dinastia.
Come per altri sovrani di questa dinastia e delle dinastie IX e X è possibile che Neferkauhor abbia regnato solamente su parte dell'Egitto e contemporaneamente con altri dinasti.

## Liste Reali
| G5 | nfr | kA · Z2 |

| G5 | nfr | kA · Z2 |

| G5 | nfr | kA · Z2 |

| G5 | nfr | kA · Z2 |

| G5 | nfr | kA · Z2 |

| G5 | nfr | kA · Z2 |

| G5 | nfr | kA · Z2 |

| G5 | nfr | kA · Z2 |

## Titolatura
| G5 |

| G5 |

| nTr | G30 |

| nTr | G30 |

| nTr | G30 |

| nTr | G30 |

| nTr | G30 |

| nTr | G30 |

| nTr | G30 |

| nTr | G30 |

| G16 |

| G16 |

|  |

| G8 |

| G8 |

|  |

| M23 · X1 | L2 · X1 |

| M23 · X1 | L2 · X1 |

| G5 | nfr | kA · Z2 |

| G5 | nfr | kA · Z2 |

| G5 | nfr | kA · Z2 |

| G5 | nfr | kA · Z2 |

| G5 | nfr | kA · Z2 |

| G5 | nfr | kA · Z2 |

| G5 | nfr | kA · Z2 |

| G5 | nfr | kA · Z2 |

| G39 | N5 |

| G39 | N5 |

| E1 · R12 | Aa1 · Z1 | w · w |

| E1 · R12 | Aa1 · Z1 | w · w |

| E1 · R12 | Aa1 · Z1 | w · w |

| E1 · R12 | Aa1 · Z1 | w · w |

| E1 · R12 | Aa1 · Z1 | w · w |

| E1 · R12 | Aa1 · Z1 | w · w |

| E1 · R12 | Aa1 · Z1 | w · w |

| E1 · R12 | Aa1 · Z1 | w · w |